# Suore francescane dei poveri
Le Suore francescane dei poveri (in inglese Franciscan Sisters of the Poor; sigla S.F.P.) sono un istituto religioso femminile di diritto pontificio.

## Storia
Le origini dell'istituto si ricollegano a quelle delle suore dei poveri di San Francesco, fondate nel 1845 ad Aquisgrana da Franziska Schervier.
La prima casa negli Stati Uniti fu aperta nel 1858 a Cincinnati e la stessa fondatrice curò lo sviluppo e il consolidamento della congregazione in America, dove si costituirono due province dell'istituto.
Le due province statunitensi si separarono dalla congregazione tedesca temporaneamente il 28 febbraio 1953 e definitivamente il 13 aprile 1959.

## Attività e diffusione
Le suore si dedicano all'educazione della gioventù e all'assistenza ai malati, anche a domicilio.
Oltre che negli Stati Uniti d'America, sono presenti in Brasile, Filippine, Italia e Senegal; la sede generalizia è a Roma.
Alla fine del 2015 l'istituto contava 124 religiose in 25 case.